# Мота, Антонио
Э́ктор Анто́нио Мо́та Роме́ро (исп. Hector Antonio Mota Romero; 26 января 1939, Мехико — 13 сентября 1986) — мексиканский футболист, играл на позиции вратаря. В составе сборной Мексики был участником двух чемпионатов мира (1962, 1970).

## Биография

### Клубная карьера
Мота на протяжении пяти сезонов играл за клуб «Оро», в составе которого выиграл чемпионский титул 1963 года и трофей Чемпион чемпионов 1963 года. В 1964 году перешёл в клуб «Некакса», в составе которого отыграл семь сезонов, выиграв в составе этого клуба Кубок Мексики 1966 года и трофея Чемпион чемпионов Мексики. В этом же клубе в 1971 году он завершил карьеру.

### Карьера в сборной
В составе сборной Мексики был участником чемпионата мира 1962 года и чемпионата мира 1970 года; на этих турнирах он был запасным вратарём и на поле так и не вышел.

### Смерть
Скончался 13 сентября 1986 года в возрасте 47 лет от сердечного приступа.

## Достижения
«Оро»
- Чемпион Мексики (1) : 1962/63
- Обладатель трофея Чемпион чемпионов Мексики (1): 1963

«Некакса»
- Обладатель Кубка Мексики (1): 1965/1966
- Обладатель трофея Чемпион чемпионов Мексики (1): 1966